# Kamienna Stara
Kamienna Stara – wieś w Polsce położona w województwie podlaskim, w powiecie sokólskim, w gminie Dąbrowa Białostocka.
W latach 1954–1971 wieś należała i była siedzibą władz gromady Kamienna Stara, po jej zniesieniu w gromadzie Dąbrowa Białostocka. W latach 1975–1998 miejscowość administracyjnie należała do województwa białostockiego.
| SIMC    | Nazwa          | Rodzaj    |
| ------- | -------------- | --------- |
| 0026867 | Bogudzięki     | część wsi |
| 0026873 | Zujkowszczyzna | kolonia   |

Wierni kościoła rzymskokatolickiego należą do parafii św. Stanisława w Dąbrowie Białostockiej.

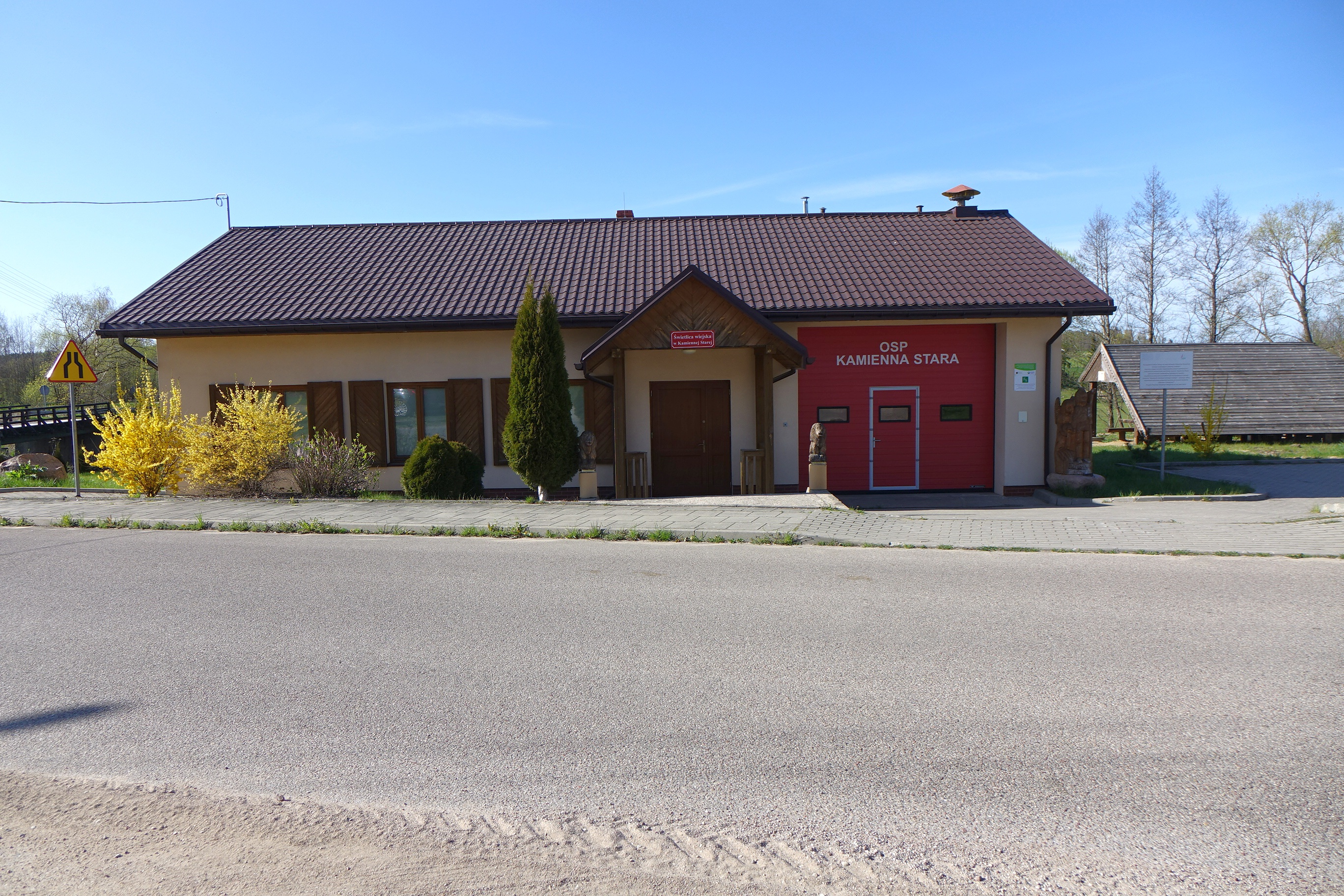
Remiza OSP

## Zabytki
- najstarsza w województwie podlaskim drewniana budowla: kościół filialny pod wezwaniem św. Anny, poł. XVII, XX, nr rej.:A-130 z 6.12.1969[8].
- cmentarz rzym-kat., pocz. XVII, nr rej.: A-268 z 9.12.2009
- cmentarz wojenny rosyjski z okresu I wojny światowej (założony w 1915, pochowano 87 żołnierzy)
- schrony tworzące Linię Mołotowa[9] (Punkt Oporu Kamienna, 6 schronów)

Zabytki
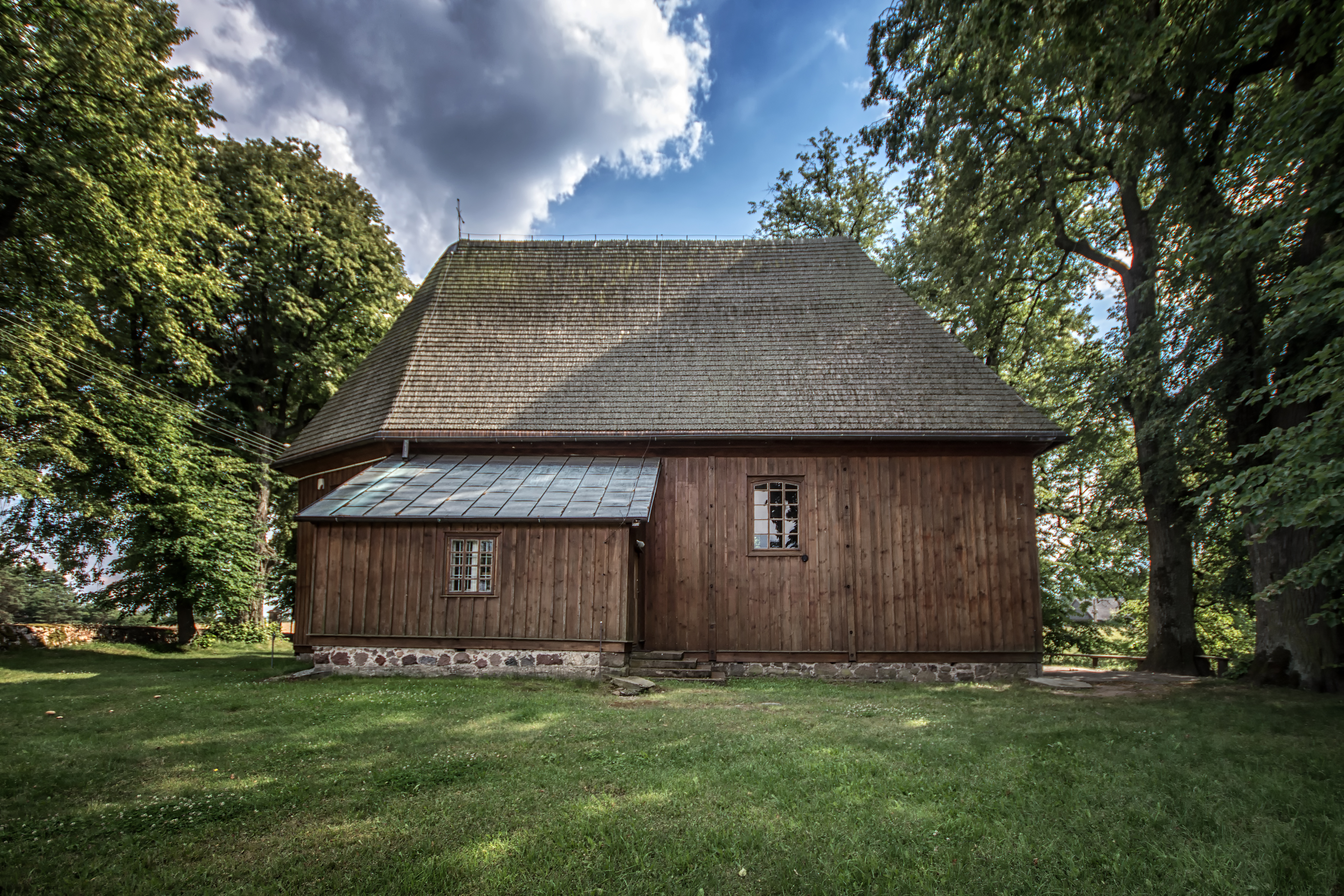
Kościół św. Anny
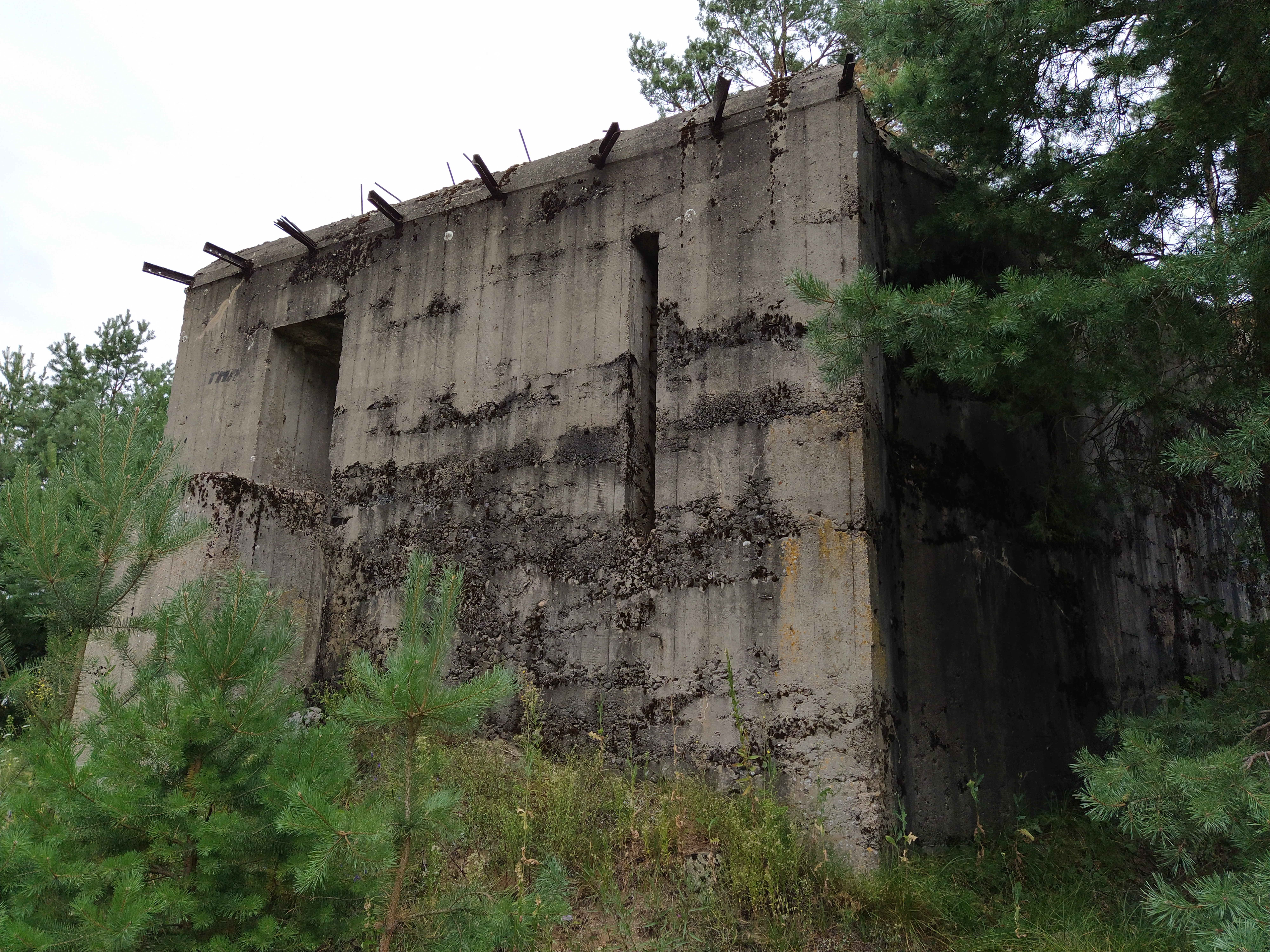
Schron OPDOT Kamienna 68-KM-13
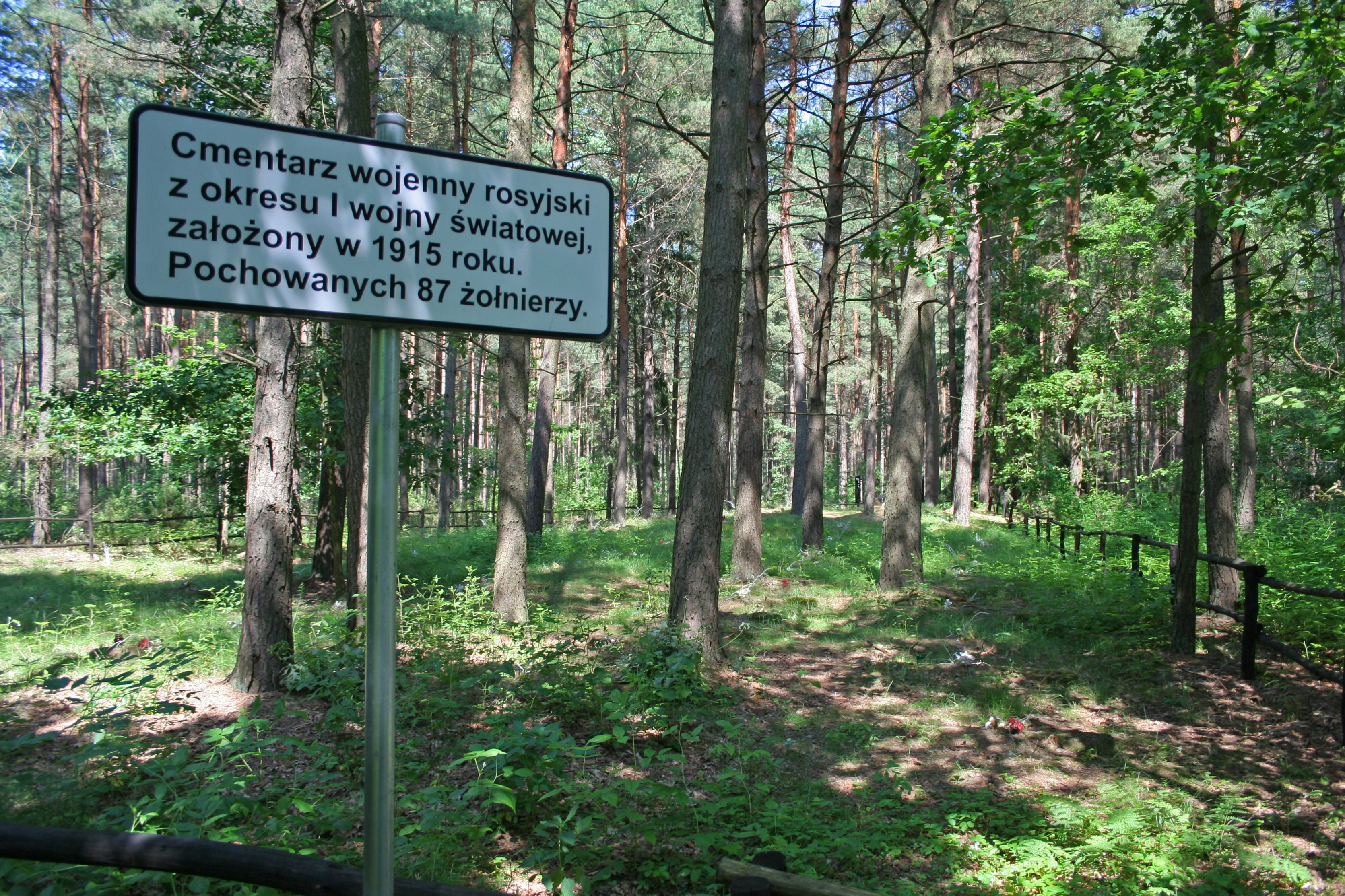
Cmentarz wojenny
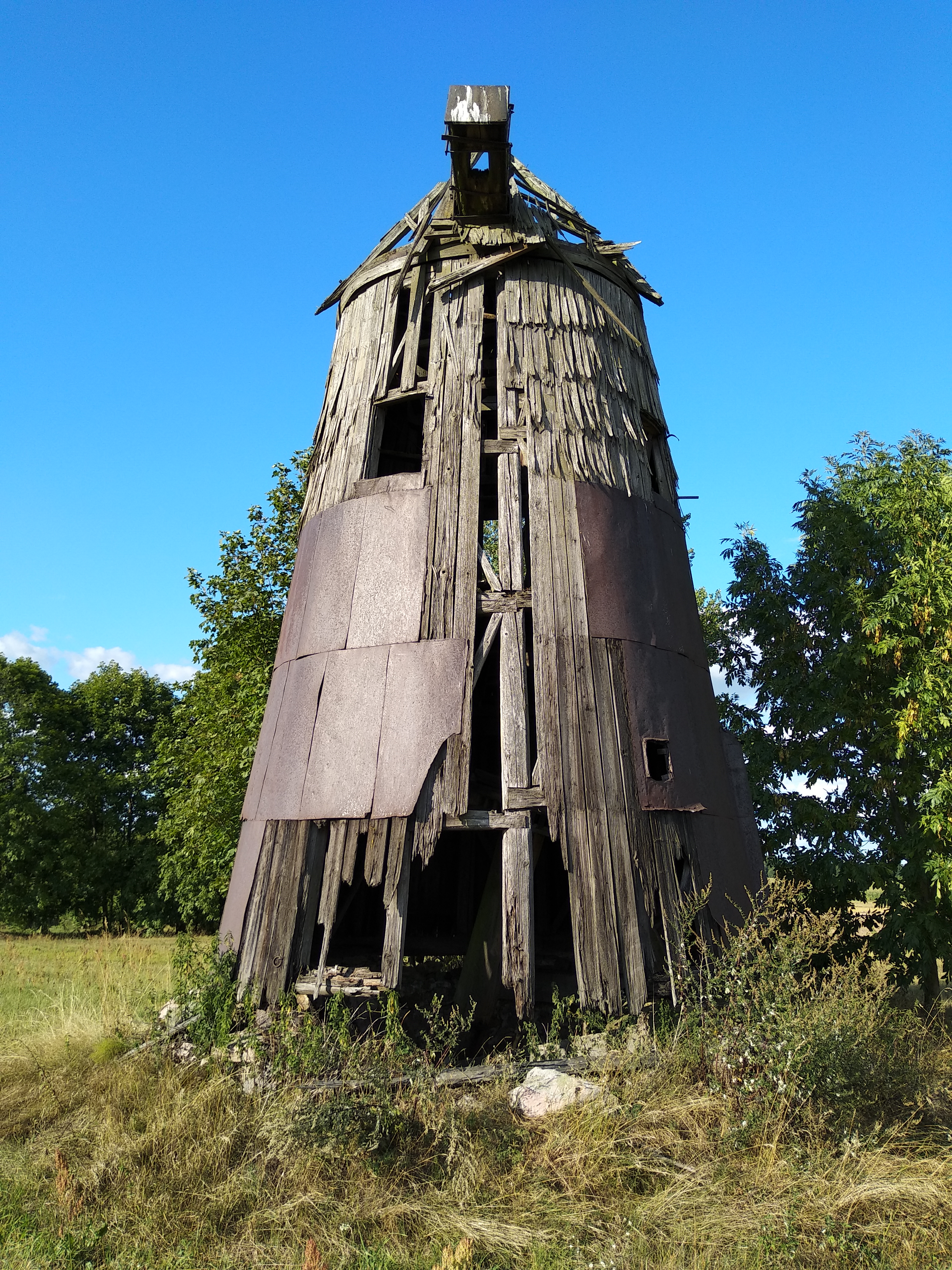
Wiatrak

## Znani mieszkańcy
- We wsi urodził się generał Nikodem Sulik.